# Bệnh viện dã chiến
Bệnh viện dã chiến  là một bệnh viện tạm thời hoặc đơn vị y tế di động để chăm sóc bệnh nhân trước khi có thể chuyển họ sang các cơ sở lâu dài hơn. Thuật ngữ này ban đầu được dùng trong quân sự, nhưng sau đó cũng được dùng trong tình huống dân sự như khi có thảm họa hoặc sự cố lớn. Bệnh viện dã chiến được xây dựng gần nguồn thương vong, trong đô thị thì là những nơi dễ dàng tiếp cận như trường học, sân vận động. Bệnh viện dã chiến nói chung lớn hơn trạm cấp cứu tạm thời nhưng nhỏ hơn Bệnh viện Quân y thường trực.